# Aigle Blanc
Aigle Blanc, est un lutteur professionnel masqué français, principalement connu pour son travail avec l'APC Catch, ou il fut champion, ainsi que dans la fédération allemande de catch Westside Xtreme Wrestling (wXw) où il est un ancien champion du monde par équipe wXw. Il est également connu pour ses différentes prestations avec des promotions sur la scène indépendante européenne.

## Carrière professionnelle

### Circuit indépendant (2014-présent)
Aigle Blanc est connu pour ses divers matchs au sein de multiples promotions de la scène indépendante européenne. Il a fait ses débuts en lutte professionnelle au sein de l'APC Catch sous le nom de ring de Yama-C lors d'un house show promu le 13 juillet 2014, où il a battu Dragon Richard en match simple. Faisant partie de la liste d'APC, il a principalement concouru en tant que talent de développement dans d'autres promotions. Lors de Progress x APC, un événement cross-over promu aux côtés de Progress Wrestling le 24 août 2019, il a laissé tomber le championnat APC à Tristan Archer dans un match à trois qui impliquait également Chris Brookes. À GCW contre. The World, un événement promu par Game Changer Wrestling le 23 septembre 2023, il a participé à un match à six remportée par Gringo Loco et impliquant également Arez, Jimmy Lloyd, Mizuki Watase et The Rotation. Lors de l'épisode 17 de Rixe, un événement promu par Rixe Catch le 16 décembre 2023, il a défendu avec succès le championnat Rixe contre Drilla Moloney.

### Westside Xtreme Wresling (2020-2023)
Aigle Blanc a fait ses débuts à la Westside Xtreme Wrestling lors de l'édition 2020 de l'événement APC/wXw Fight For Paris organisé en partenariat avec sa promotion locale d'APC les 11 et 12 janvier. Il a battu Jay Skillet en quarts de finale, Marius Al-Ani en demi-finale et a échoué face à David Starr en finale. Il a continué son mandat avec la promotion aux côtés de son partenaire de l'équipe "Frenchadors", Senza Volto. Il a commencé à courir après plusieurs championnats promus par l'entreprise. Il a remporté le championnat vacant wXw World Tag Team aux côtés de Volto lors de la troisième soirée du World Tag Team Festival 2022 en battant Defeated Amboss (Icarus et Robert Dreissker). Au wXw We Love Wrestling - Live à Bad Säckingen le 4 novembre 2023, il a défié sans succès les champions en titre Elijah Blum et Tristan Archer pour le wXw Shotgun Championship.
Il a participé à divers événements phares de la promotion. L'un d'eux est le Shortcut To The Top dans lequel il a fait sa première apparition lors de l'édition 2021, où il a participé à la traditionnelle bataille royale disputée pour le titre de prétendant numéro un au wXw Unified World Wrestling Championship remporté par Jurn Simmons et impliquant également divers autres. des adversaires notables tels que Bobby Gunns, Peter Tihanyi, Norman Harras, Robert Dreissker, Vincent Heisenberg et bien d'autres. Lors de l'édition 2022, il a participé à la même bataille royale traditionnelle remportée par Levaniel et impliquant également Axel Tischer, Hektor Invictus, Laurance Roman, Maggot, Teoman et d'autres.
Dans le Tournoi d'Or 16 Carats, Aigle Blanc a fait sa première apparition lors de l'édition 2020 où il a échoué face à Peter Tihanyi dès les premiers tours.
Le 20 juillet 2024, il devient le premier champion d'Europe de la wXw en battant Mike D. Vecchio en finale d'un tournoi.

### All Japan Pro Wrestling (2023)
Aigle Blanc part au Japon pour concourir pour la All Japan Pro Wrestling pendant environ un mois. Il a fait ses débuts lors de la première soirée de l' AJPW Summer Action Series 2023 du 16 juillet, où il a fait équipe avec Satoshi Kojima pour vaincre Black Menso-re et Yoshitatsu. Lors de la deuxième soirée du AJPW Royal Road Tournament 2023 du 21 août, il a fait équipe avec Zennichi Shin Jidai (Rising Hayato et Yuma Anzai), perdant contre Hokuto Omori, Naoki Tanizaki et Naruki Doi.

## Palmarès
- APC Catch
  - Championnat APC (3 fois)
- Banger Zone Wrestling (BZW)
  - Championnat BZW (1 fois)
- Ouest Catch
  - Championnat Ouest Catch (1 fois)
- Rixe
  - Championnat Rixe (1 fois, actuel)
  - Tournoi (2023)
- Tiger Pro Wrestling
  - Championnat TPW Young Tiger (1 fois)
- Catch Pro Essonne
  - Championnat WPE Tag Team (1 fois) – avec Christianium Le Surréaliste
- Westside Xtreme Wrestling
  - wXw World Tag Team Championship (1 fois) – avec Senza Volto[15]
  - World Tag Team Festival (2022) – avec Senza Volto
  - Champion d'Europe (champion inaugural,1 fois, actuel)

## Récompenses des magazines
- Pro Wrestling Illustrated

| Année | 2023 | 2024 |
| ----- | ---- | ---- |
| Rang  | 345  | 145  |